# Populism de stânga
Populismul de stânga, numit și populism social, este o doctrină politică care combină politicile de stânga cu retorica și temele populiste. Retorica sa include elemente de anti-elitism, opoziția față de Establishment, și discursul pentru „omul comun”. Temele recurente pentru populiștii de stânga includ democrația economică, justiția socială, și scepticismul asupra globalizării. Teoria socialistă joacă un rol mai puțin important decât în doctrinele de stânga tradiționale.
Criticarea capitalismului și a globalizării sunt de asemenea legate de nepopularele operațiuni militare ale Statelor Unite, în special cele din Orientul Mijlociu. Se consideră că stânga populistă nu-i exclude pe ceilalți pe orizontală și se bazează pe idealuri egalitare. Unii academiști au vorbit de asemenea despre mișcările populiste de stânga naționaliste, o caracteristică expusă de Revoluția Sandinistă din Nicaragua sau de Revoluția Bolivariană din Venezuela. Spre deosebire de populismul de excludere sau de dreapta, partidele populiste de stânga susțin, în general, drepturile minorităților, precum și idea că naționalitatea nu este delimitată de particularități culturale sau etnice. Bernie Sanders, Zohran Mamdani și Alexandria Ocasio-Cortez, autodescriși ca fiind socialiști democratici, sunt exemple de politician populiști de stânga moderni în Statele Unite. Odată cu ascensiunea Syriza și a Podemos în timpul crizei datoriilor din UE, a existat o dezbatere cu privire la noul populism de stânga în Europa.
În mod tradițional, populismul de stânga a fost asociat cu mișcarea socialistă; din anii 2010, în tabăra liberală de stânga a existat o mișcare apropiată de populismul de stânga, dintre care unele sunt considerate poziții social-democrate. Populismul economic liberal de stânga care atrage clasa muncitoare a fost proeminent în unele țări, cum ar fi cu Joe Biden din SUA și Lee Jae-myung din Coreea de Sud, în anii 2020, unde partidele liberale și conservatoare sunt principalele două partide.